# نبرد اوربیگو

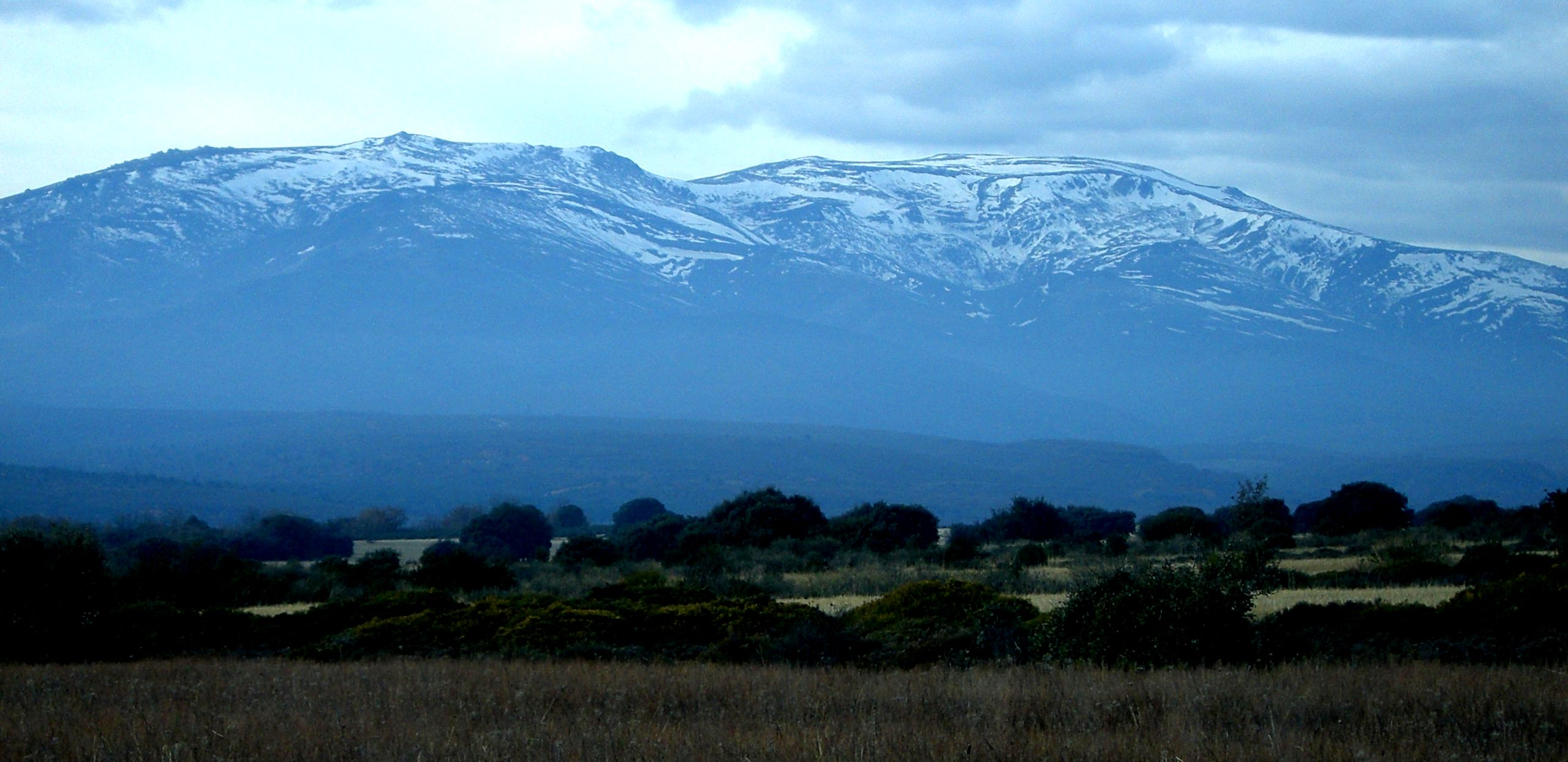
محل نبرد اوربیگو

نبرد اوربیگو (انگلیسی: Battle of Órbigo) نبردی بود که در سال ۴۵۶ میان ویزیگوت‌ها و بورگوندی‌ها در برابر سوئبی‌ها رخ داد و به شکست ویزیگوت‌ها و غارت براگا پایتخت آن‌ها انجامید.